# Бухгольц, Вильгельм Генрих Себастьян
Вильгельм Генрих Себастьян Бухгольц (1734—1798) — немецкий фармацевт и химик, почётный член Петербургской академии наук.
Получил образование фармацевта в Магдебурге и Веймаре, позже изучал медицину в Йенском университете, где в 1764 году получил степень доктора. Несколько лет спустя стал главой придворной аптеки (Hofapotheke) в Веймаре.
По мере развития своей карьеры получил должности придворного врача (Hof-Medikus, 1777 г.) и горного советника (Bergrat, 1782 г.). Почётный член Петербургской академии наук c 28.07.1794 г.
Был другом и консультантом Иоганна Вольфганга Гёте по научным вопросам. Гёте наблюдал за попыткой Бухольца построить монгольфьер. Вместе они проводили эксперименты по очистке воды с помощью порошкообразного угля. Бухгольц запатентовал способ производства тёплых бетонов, разогревающихся в результате гашения в них извести-кипелки.